# Cyperus manimae
Cyperus manimae är en halvgräsart som beskrevs av Carl Sigismund Kunth. Cyperus manimae ingår i släktet papyrusar, och familjen halvgräs.

## Underarter
Arten delas in i följande underarter:
- C. m. apiculatus
- C. m. asperrimus
- C. m. manimae